# Making a Man of Him (film 1910)
Making a Man of Him è un cortometraggio muto del 1910 prodotto dalla Lubin. Il nome del regista non viene riportato nei credit del film.

## Produzione
Il film fu prodotto dalla Lubin Manufacturing Company.

## Distribuzione
Distribuito dalla General Film Company, il film - un cortometraggio in una bobina - venne distribuito nelle sale statunitensi il 26 dicembre 1910.